# (564) Dudu
(564) Dudu es un asteroide perteneciente al cinturón de asteroides descubierto el 9 de mayo de 1905 por Paul Götz desde el observatorio de Heidelberg-Königstuhl, Alemania.
Está nombrado por Dudu, un personaje del libro Así habló Zaratustra del filósofo alemán Friedrich Nietzsche (1844-1900).